# Iaruha, Camenița
Iaruha (în ucraineană Яруга) este un sat în comuna Vrublivți din raionul Camenița, regiunea Hmelnîțkîi, Ucraina.

## Demografie
Componența lingvistică a localității Iaruha
     Ucraineană (99,47%)
     Alte limbi (0,53%)
Conform recensământului din 2001, majoritatea populației localității Iaruha era vorbitoare de ucraineană (99,47%), existând în minoritate și vorbitori de alte limbi.